# Безредици в Швеция (2013)
Безредиците в Швеция са свирепи сблъсъци между имигранти и полицаи, които започват край Стокхолм на 19 май 2013 г.

## Причини
Причината за погромите в Швеция води до недоволството на младите хора (предимно от бедни семейства на имигранти) и високи нива на безработица.

## История
Безредици започват в предградие на Стокхолм на 19 май, след като полицията убива на 14 май възрастен 69-годишен мъж от португалски произход, който ги заплашва с мачете.
Социално движение започва разслеване, за да разследва случая, но полицията и властите не реагират.

## Реакция на властите
29 души са арестувани.
На извънредно заседание на правителството е прието решение да се прехвърлят подкрепления от други провинции на Швеция.